# Fasanvej Station
 For alternative betydninger, se Solbjerg Station. (Se også artikler, som begynder med Solbjerg Station)
Fasanvej Station med binavnet Solbjerg er en underjordisk station på den københavnske Metros linje M1 og M2. Fasanvej Station ligger hvor metroens tracé krydser Nordre Fasanvej på Frederiksberg. Stationen blev åbnet 12. oktober 2003.
Før 25. september 2006 hed stationen Solbjerg med binavnet Fasanvej opkaldt efter landsbyen Solbjerg, der lå ved den centrale del af det nuværende Frederiksberg. Navnet blev ændret efter ønske fra Frederiksberg Kommune, da navnet Solbjerg blev anset for mindre kendt udenfor lokalområdet.
Solbjerg Station var fra 13. december 1986 til 1. januar 2000 station på den københavnske S-bane mellem Vanløse og Frederiksberg. Efter Frederiksberg Stations lukning 20. juni 1998 var Solbjerg endestation indtil linjen blev nedlagt med henblik på at genåbne som metrolinje.
S-stationen lå i terrænniveau på vestsiden af Nordre Fasanvej, mens metrostationen ligger umiddelbart under jorden på østsiden. Efter nedgravningen af jernbanen sløjfede man Nordre Fasanvejsbroen, der før havde ligget som en pukkel på den ellers flade Fasanvej. I den forbindelse kom Fasankroen på østsiden “op” i gadeplan, mens Føtex på vestsiden blev renoveret og fik indgang en etage længere nede end før.
I 2015 var passagertallet pr. dag i gennemsnit 6.300 personer .

## Antal rejsende
Ifølge Østtællingen var udviklingen i antallet af dagligt afrejsende med S-tog:
| År   | Antal | År   | Antal | År   | Antal | År   | Antal |
| ---- | ----- | ---- | ----- | ---- | ----- | ---- | ----- |
| 1957 | -     | 1974 | -     | 1991 | 1.307 | 2001 | -     |
| 1960 | -     | 1975 | -     | 1992 | 1.129 | 2002 | -     |
| 1962 | -     | 1977 | -     | 1993 | 1.028 | 2003 | -     |
| 1964 | -     | 1979 | -     | 1995 | 970   | 2004 | -     |
| 1966 | -     | 1981 | -     | 1996 | 859   | 2005 | -     |
| 1968 | -     | 1984 | -     | 1997 | 856   | 2006 | -     |
| 1970 | -     | 1987 | 686   | 1998 | 1.045 | 2007 | -     |
| 1972 | -     | 1990 | 1.212 | 2000 | -     | 2008 | -     |

Ifølge Ørestadsselskabet var udviklingen i antallet af dagligt afrejsende:
| År         | Antal |
| ---------- | ----- |
| 11.12.2002 | -     |
| 02.04.2004 | 4.369 |
| 15.04.2005 | 5.393 |